# Scottish League Cup 2002/03
Der Scottish League Cup wurde 2002/03 zum 57. Mal ausgespielt. Der schottische Ligapokal, der offiziell als CIS Insurance League Cup ausgetragen wurde, begann am 7. September 2002 und endete mit dem Finale am 16. März 2003. Am Wettbewerb nahmen die Vereine der Scottish Football League und Scottish Premier League teil. Wurde ein Duell nach 90 Minuten plus Verlängerung nicht entschieden, kam es zum Elfmeterschießen. Den Titel sicherten sich die Glasgow Rangers im Old-Firm-Finalspiel gegen Celtic Glasgow.

## 1. Runde
Ausgetragen wurden die Begegnungen am 7./10./11. September 2002.
|                    | Ergebnis              |                       |
| ------------------ | --------------------- | --------------------- |
| Airdrie United     | 1:0                   | Elgin City            |
| Albion Rovers      | 0:1                   | Hamilton Academical   |
| Berwick Rangers    | 4:2                   | FC Arbroath           |
| FC Gretna          | 1:2                   | FC East Fife          |
| Greenock Morton    | 2:3 n. V.             | FC St. Mirren         |
| FC Queen’s Park    | 1:0                   | FC East Stirlingshire |
| Queen of the South | 2:0                   | Forfar Athletic       |
| FC Stranraer       | 6:1                   | Brechin City          |
| FC Clyde           | 0:1                   | Ross County           |
| FC Cowdenbeath     | 3:2                   | FC Montrose           |
| FC Falkirk         | 2:0                   | FC Peterhead          |
| Inverness CT       | 2:0                   | FC Dumbarton          |
| Raith Rovers       | 2:3 n. V.             | Alloa Athletic        |
| Stirling Albion    | 3:3 n. V. (4:2 i. E.) | FC Stenhousemuir      |

## 2. Runde
Ausgetragen wurden die Begegnungen am 24. und 25. September 2002.
|                 | Ergebnis              |                      |
| --------------- | --------------------- | -------------------- |
| Alloa Athletic  | 0:2                   | Hibernian Edinburgh  |
| Ayr United      | 0:2                   | FC Falkirk           |
| Berwick Rangers | 0:3                   | Partick Thistle      |
| FC Cowdenbeath  | 1:2 n. V.             | Dunfermline Athletic |
| Dundee United   | 4:1                   | FC Queen’s Park      |
| FC East Fife    | 0:2                   | FC Motherwell        |
| Inverness CT    | 3:1                   | FC St. Mirren        |
| FC Kilmarnock   | 0:0 n. V. (3:4 i. E.) | Airdrie United       |
| Ross County     | 3:0                   | Hamilton Academical  |
| FC Stranraer    | 1:3 n. V.             | FC St. Johnstone     |
| FC Dundee       | 3:1                   | Queen of the South   |
| Stirling Albion | 2:3                   | Heart of Midlothian  |

## 3. Runde
Ausgetragen wurden die Begegnungen am 22./23./24./29. Oktober und 5./6. November 2002.
|                      | Ergebnis |                 |
| -------------------- | -------- | --------------- |
| Dunfermline Athletic | 2:0      | FC Falkirk      |
| Partick Thistle      | 1:0      | FC Dundee       |
| Celtic Glasgow       | 4:2      | Inverness CT    |
| Heart of Midlothian  | 3:0      | Ross County     |
| Hibernian Edinburgh  | 2:3      | Glasgow Rangers |
| Airdrie United       | 1:2      | Dundee United   |
| FC St. Johnstone     | 0:1      | FC Livingston   |
| FC Aberdeen          | 3:1      | FC Motherwell   |

## Viertelfinale
Ausgetragen wurden die Begegnungen am 6./7./12./13. November 2002.
|                      | Ergebnis              |                     |
| -------------------- | --------------------- | ------------------- |
| Celtic Glasgow       | 1:1 n. V. (5:4 i. E.) | Partick Thistle     |
| FC Livingston        | 0:2                   | Dundee United       |
| Dunfermline Athletic | 0:1                   | Glasgow Rangers     |
| FC Aberdeen          | 0:1                   | Heart of Midlothian |

## Halbfinale
Ausgetragen wurden die Begegnungen am 4. und 6. Februar 2003.
|                 | Ergebnis |                     |
| --------------- | -------- | ------------------- |
| Celtic Glasgow  | 3:0      | Dundee United       |
| Glasgow Rangers | 1:0      | Heart of Midlothian |

## Finale
| Celtic Glasgow                          | Celtic Glasgow | Glasgow Rangers | Glasgow Rangers |
| --------------------------------------- | --- | --- | --------------- |
| Celtic Glasgow                          | \| 16. März 2003 in Glasgow (Hampden Park) \| \| Ergebnis: 1:2 (0:2) \| \| Zuschauer: 52.000 \| \| Schiedsrichter: Kenny Clark \| \| Spielbericht \| | \| 16. März 2003 in Glasgow (Hampden Park) \| \| Ergebnis: 1:2 (0:2) \| \| Zuschauer: 52.000 \| \| Schiedsrichter: Kenny Clark \| \| Spielbericht \| | Glasgow Rangers |
| Celtic Glasgow                          | Robert Douglas – Johan Mjällby (88. Stilian Petrow), Bobo Baldé, Joos Valgaeren – Jamie Smith (66. Mohammed Sylla), Neil Lennon, Paul Lambert , Chris Sutton (80. Shaun Maloney), Alan Thompson – Henrik Larsson, John Hartson Cheftrainer: Martin O’Neill ( Nordirland) | Stefan Klos – Fernando Ricksen, Lorenzo Amoruso, Craig Moore, Jérôme Bonnissel (64. Maurice Ross), – Claudio Caniggia, Barry Ferguson , Mikel Arteta (78. Bert Konterman), Peter Løvenkrands – Ronald de Boer (86. Schota Arweladse), Michael Mols Cheftrainer: Alex McLeish | Glasgow Rangers |
| Celtic Glasgow                          | 1:2 Henrik Larsson (57.) | 0:1 Claudio Caniggia (23.) 0:2 Peter Løvenkrands (35.) | Glasgow Rangers |
| Celtic Glasgow                          | Alan Thompson, Neil Lennon | Lorenzo Amoruso | Glasgow Rangers |
| Celtic Glasgow                          | Neil Lennon (88.) | | Glasgow Rangers |
| Celtic Glasgow                          | John Hartson (90.) | | Glasgow Rangers |
| 16. März 2003 in Glasgow (Hampden Park) | | |                 |
| Ergebnis: 1:2 (0:2)                     | | |                 |
| Zuschauer: 52.000                       | | |                 |
| Schiedsrichter: Kenny Clark             | | |                 |
| Spielbericht                            | | |                 |